# 广平站 (山东)
广平站，是泰聊铁路上的火车站，目前该铁路在施工中。该站建成后将位于中华人民共和国山东省聊城市广平镇。
1. ↑  . http://xxgk.sdein.gov.cn/.   [2020-02-25]. （原始内容存档于2020-02-25）.